# Yves Godard (officier)
Pour les articles homonymes, voir Yves Godard.
Yves Godard né le 21 décembre 1911 à Saint-Maixent (Deux-Sèvres), mort le 3 mars 1975  à Lessines (Belgique) et inhumé au cimetière de Thônes (Haute-Savoie), est un colonel de l'armée française combattant de la Seconde Guerre mondiale, des guerres d'Indochine et d'Algérie, puis membre de l'OAS.

## Biographie
Yves Jean Antoine Noël Godard est Élève-officier à Saint-Cyr  dans la promotion 1930-1932. Il est affecté au 27e bataillon de chasseurs alpins (BCA) à la sortie de l’école.
En 1939, il est instructeur des skieurs des Beskides en Pologne d'où il part en Roumanie avec les débris de l'armée polonaise.

### Seconde Guerre mondiale
En mai et juin 1940, il combat avec le 27e BCA sur l'Ailette. Prisonnier des Allemands le 16 juin à Maizières (Aube) , envoyé en Silésie, il tente plusieurs fois de s’évader et réussit en mars 1944 à la troisième tentative.
Il rejoint en mai 1944 la Haute-Savoie et devient le chef départemental de l'Armée secrète. Il organise les combats des FFI pour la libération de la Haute-Savoiesous les ordres du chef FFI Nizier (Joseph Lambroschini). Après la Libération, le 27e BCA reconstitué, il en reçoit le commandement au sein de la Division alpine et combat en Tarentaise jusqu'à l'armistice. 
En mars 1948, promu chef de bataillon, il prend le commandement du 11e Bataillon de Choc (11e Choc), pour en faire une unité d'élite, et de la citadelle de Mont-Louis (Centre national d'entraînement commando).

### Guerre d'Indochine
Muté à sa demande en Indochine, il sert sous les ordres du général Gilles, du général Roger Gardet et du colonel Boucher de Crèvecœur. Il commande la colonne dite « Crèvecœur » (du nom du commandant des forces françaises au Laos) qui, au printemps de 1954, se dirige, à partir du Laos, en direction de Dien Bien Phu avec pour mission de recueillir les éventuels rescapés qui auraient réussi une éventuelle sortie du camp retranché (vidéo d'archive).

### Guerre d'Algérie
En Algérie en 1955, il est chef d’état-major du Groupe parachutiste d’intervention (GPI) commandé par le général Massu et qui deviendra, peu après, la 10e division parachutiste. À l’automne 1956, il participe à ce poste à la campagne de Suez à Port-Fouad et Port-Saïd.
En 1957, il ne participe pas à la première phase (janvier-juin) de la « Bataille d'Alger ». En juin, à la suite de la décision du général Massu de réorganiser son E-M, il forme avec le capitaine Paul-Alain Léger le binôme « renseignement » de la seconde phase (juin-octobre). Alors, infiltration et manipulation remplacent la coercition pour éliminer la ZAA. L'opération d'infiltration et d'intoxication à grande échelle, nommée « Bleuite », atteint ses objectifs et entraîne des purges internes extrêmement meurtrières au sein de l'Armée de libération nationale (ALN) et en particulier de la wilaya III dirigée par le colonel Amirouche Aït Hamouda.
En mai 1958, le général Salan confie au colonel Godard la direction de la sûreté en Algérie. Outre les forces de police, cette direction regroupe les 36 antennes de renseignements et les 18 Dispositifs Opérationnels de Protection (DOP), où sont interrogés et torturés par des équipes mixtes, militaires, gendarmes et policiers, les suspects. Ces DOP sont habituellement présentés comme des centres de torture institutionnels. Dans cette direction, on trouve aussi les centres de tri et de transit, où sont regroupés les personnes assignées à résidence.
Yves Godard a indiqué que l'assassinat de Maurice Audin, par le sous-lieutenant Gérard Garcet, aurait été ordonné par le général Massu et organisé par les hommes du général Paul Aussaresses.
Après la Semaine des barricades de janvier 1960, il est muté à Nevers. Au moment du putsch des généraux du 22 avril 1961, il est à Alger avec les quatre généraux et prend le commandement de la zone Nord-Algérois. Après son échec, il entre dans la clandestinité et participe à l’organisation de l’OAS, dont il devient l’un des principaux responsables en Algérie sous les pseudonymes de Claude, Khider, Françoise ou B15.
Il quitte l’Algérie à l’été 1962 et disparaît jusqu’en 1967. Pour ses actions au moment du coup d’Alger et dans l’OAS, Yves Godard est condamné à mort par le Haut tribunal militaire, puis à vingt ans de détention criminelle par le  tribunal militaire spécial et, de nouveau, à la peine de mort par la Cour de sûreté de l’État. Amnistié en 1968, il termine sa vie en Belgique à la tête d’une petite entreprise de fabrication de plafond en plâtre et aluminium à Lessines. Il y meurt le 3 mars 1975 et est enterré à Thônes.